# Белверде (Сијена)
Белверде је насеље у Италији у округу Сијена, региону Тоскана.
Према процени из 2011. у насељу је живело 1189 становника. Насеље се налази на надморској висини од 333 м.